# Barberousse (dessinateur)
Pour les articles homonymes, voir Barberousse.
Philippe Josse, dit Barberousse, est un illustrateur et dessinateur de presse français, né le 25 septembre 1920 à Paris et mort le 29 mai 2010 à Levallois-Perret,.

## Biographie
Philippe Josse est né le 25 septembre 1920 dans le quartier des Batignolles à Paris. 
Après des études de TSF[Quoi ?] et l'obtention de son examen, il travaille quelques mois comme ingénieur mais sa passion du dessin l'oriente vers une nouvelle voie, il entre alors, en pleine seconde guerre mondiale, pour trois ans dans une maison de production de dessins animés.
Philippe Josse est toutefois appelé à travailler en Allemagne pour le STO. Après une tentative d'évasion, il intègre la Deutsche Zeichenfilm (de) pour collaborer à la réalisation de dessins animés.
Il réussit à regagner la France mais ne peut rester à Paris, il devient valet de ferme, apprenti tripier, avant d'entrer dans la Résistance, au sein de laquelle, portant la barbe, il est surnommé Barberousse par ses camarades.
La guerre terminée, son premier dessin de presse paraît sous le pseudonyme de Barberousse, dans l'Agent de Liaison[Quoi ?] en 1947. Il travaille pour des journaux comme Fantasia, Minerve, Radar. Facilement identifiable, son univers « animalier » séduit rapidement les lecteurs avec ses personnages fétiches que sont les chats et les souris.
Dans les années 1950-1960, il travaille avec plusieurs laboratoires pharmaceutiques, comme divers autres illustrateurs de l'époque, pour la promotion de médicaments auprès des médecins.

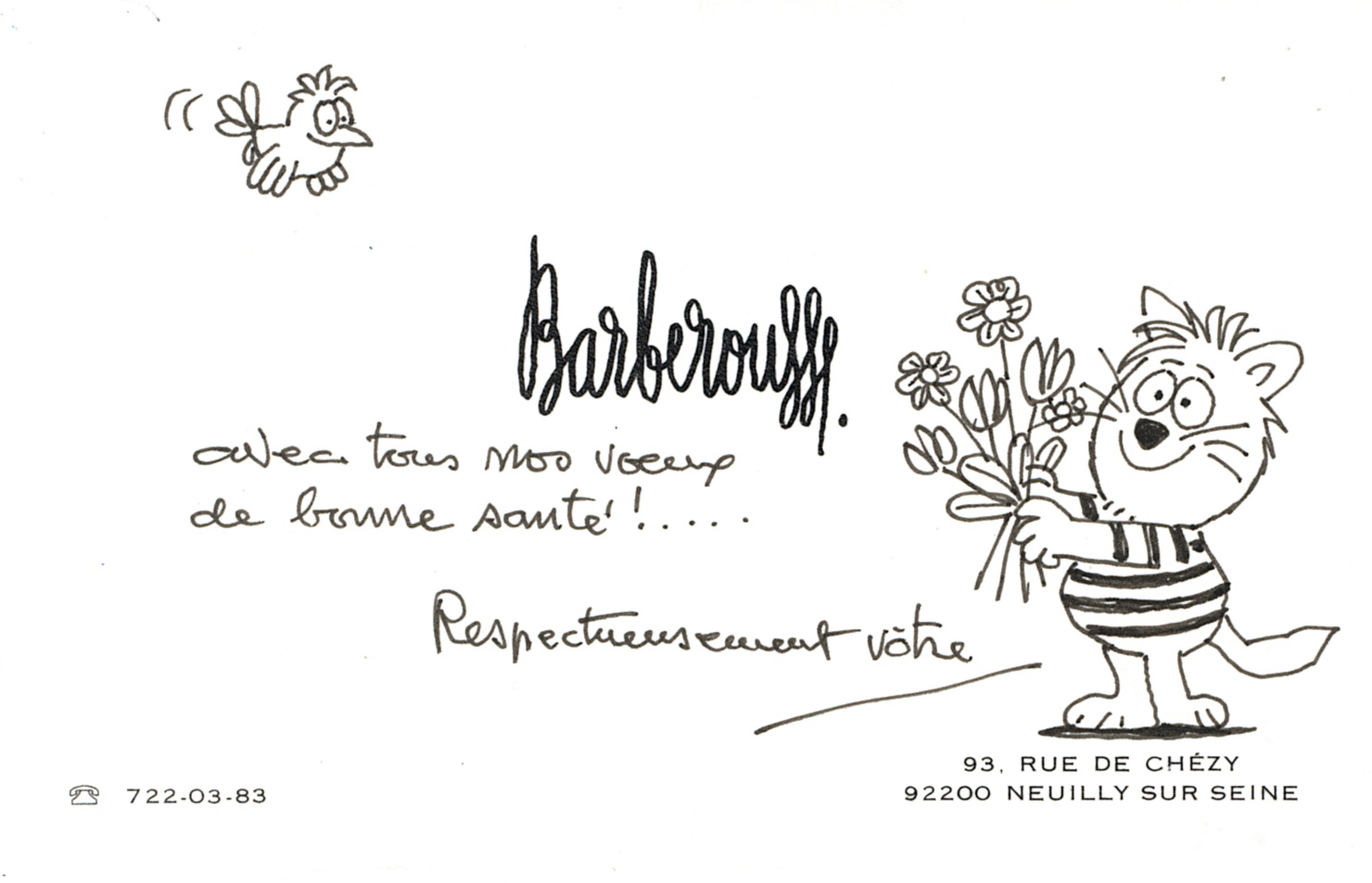
Carte de voeux envoyée par Barberousse à ses amis

Pour son travail dans la publicité, il est récompensé par le prix de l'Affiche pour le centenaire des magasins Printemps. Comme autre distinction, il obtient le prix Carrizey en 1949, qui récompense le meilleur dessinateur humoriste. Tout au long de sa carrière, il est actif dans la publicité avec la création de nombreux dépliants, affiches, calendriers, logos, pin's, fèves pour des manifestations, entreprises, collectivités, associations. Il dessine aussi de très nombreuses cartes : postales, de vœux, de mariage, de naissance…
À l'occasion de la naissance de Caroline de Monaco en 1957, il exécute un grand panneau mural pour la nursery princière. Plus tard, c'est pour le pape Jean-Paul II qu'il réalise un grand dessin, actuellement exposé aux musées du Vatican.
Début des années 1960, la télévision entre dans les foyers, avec Barberousse qui crée les personnages de Minizup et Matouvu, deux marionnettes (une souris et un chat) qui réjouiront les enfants, séduits alors par la Maison de Toutou, Nounours et autres Kiri le clown.
Éclectique, il écrit aussi plusieurs chansons enfantines, ainsi que des albums pour enfants comme Tibby le petit Koala, dans les années 1960-1970, période durant laquelle il dessine aussi plusieurs pochettes de disques.
En 1974, Barberousse récidive pour l'ORTF en créant Reinefeuille, une série mettant en scène, au cours de 90 épisodes, une fillette vêtue de feuilles, et ses amis. Puis, il dessine plusieurs génériques d'émissions comme Nicolas le jardinier, La Sécurité routière, le jeu Euréka.
De 1995 à 2010 il participe à la notoriété du guide de l'amicale des commerçants et artisans de Levallois (Levallois Village) en réalisant ses couvertures ainsi que les affiches du Salon du commerce.
Il participe également, en tant que dessinateur politique, à des émissions comme C'est pas sérieux de Catherine Anglade aux côtés de Jean Amadou. Avec ce dernier, il sort en 1981 un recueil à l'occasion de l'élection présidentielle et participe à la création des personnages du Bébête Show de Stéphane Collaro.
Hormis ses dessins sous forme de gags, il dessine Tonic, petit chien espiègle qui bénéficie de véritables planches dessinées récurrentes.
Outre le dessin, Barberousse se passionnait pour la photo, la lecture, le piano jazz…
Barberousse est ainsi l'auteur d'une œuvre riche, dense, variée, mais il reste dans les mémoires d'abord pour ses très nombreux dessins, des décennies durant, dans les journaux à grand tirage que furent France-Dimanche, Ouest-France, Ici Paris, etc.
Sa tombe se trouve au cimetière de Levallois-Perret (Hauts-de-Seine).

## Albums de Barberousse
- En suivant le crayon de Barberousse, Casterman, 1964
- Le Chat et la Souris, Dupuis, 1964
- 7 ans, c'est tentant, Dargaud, 1981